# Tsaghkashat (Lorri)
Pour les articles homonymes, voir Tsaghkashat.
Tsaghkashat (en arménien Ծաղկաշատ ) est une communauté rurale du marz de Lorri en Arménie. En 2008, elle compte 262 habitants.